# Casa de la Media Naranja
La Casa de la Media Naranja es un palacio de la localidad española de Narros, en la provincia de Soria. Cuenta con el estatus de Bien de Interés Cultural.

## Descripción
Ubicada en la localidad soriana de Narros, en Castilla y León, se trata de un palacio construido en 1750, de planta rectangular con patio interior cubierto, y con un amplio jardín en su parte trasera.

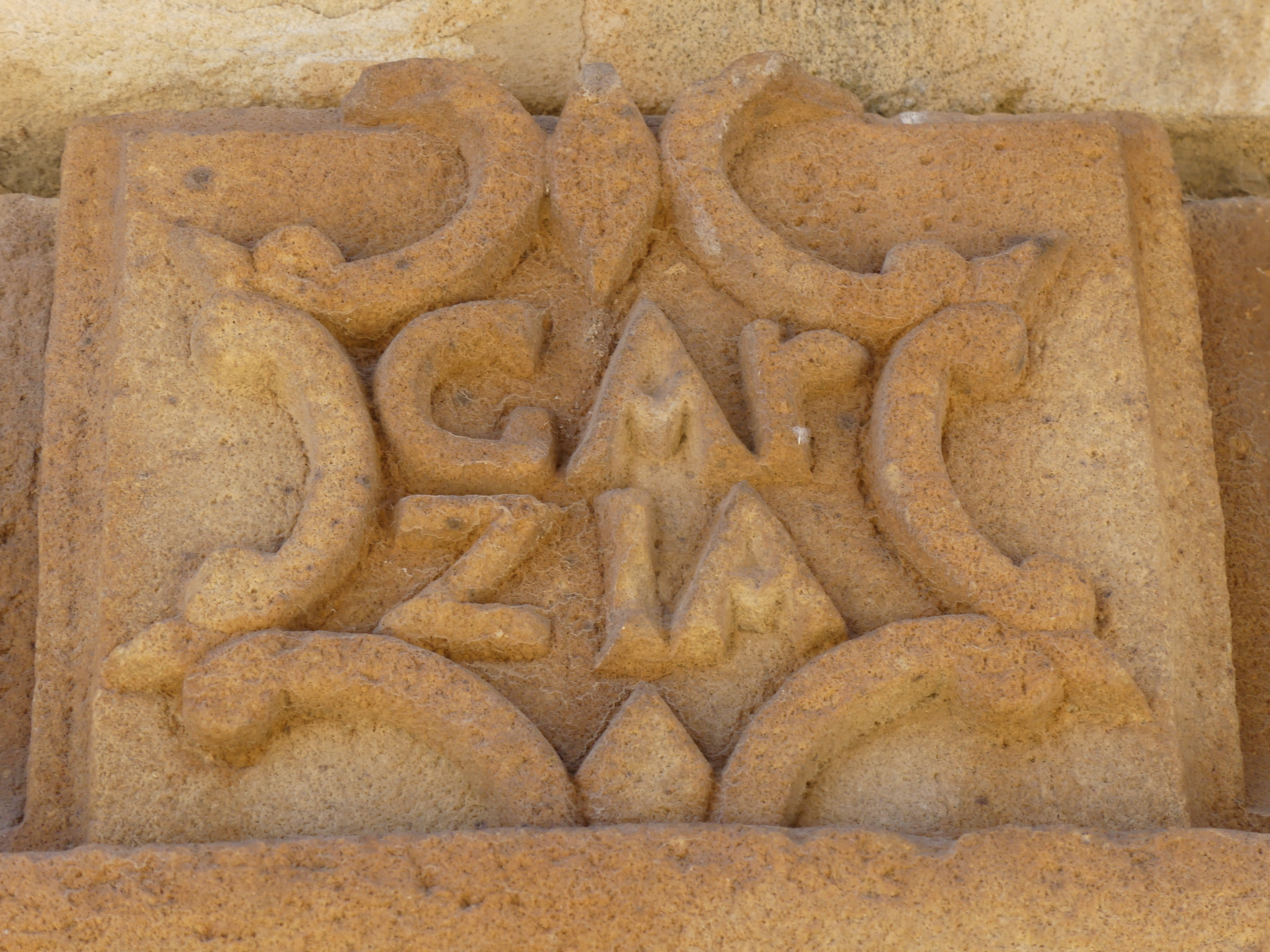
Detalle de la fachada

Tiene dos plantas, separadas a lo largo de todas las fachadas por moldura que sigue incluso, sin interrupción, por los balcones, y que solo desvía su trayectoria para formar el enmarque mixtilíneo del gran escudo que remata la puerta principal. La fachada principal, muy hermosa y armónica, está realizada con piedra de sillería labrada en los enmarques de puerta y ventanas, y en las tres esquinas; siendo el resto de mampostería.
La entrada principal es de arco rebajado, con moldura curvilínea rota en el centro por un trazado hacia abajo en forma rectangular, y sobre ello, completando el conjunto de la portada, el magnífico y recargado escudo ya mencionado, seguido de esbelta ventana que lo sobrepasa. A los dos lados de la puerta, en la planta baja, dos ventanas enrejadas, con remates semejantes a los de la puerta y en la planta superior, dos balcones con iguales remates, y magnífica obra de hierro forjado, de la misma fecha que el edificio. En el centro del palacio sobresale un torreón poco elevado, de planta cuadrada, con dos óculos en abocinado por cada cara, que iluminan la bóveda interior que cubre el patio central.
El 5 de septiembre de 1996 fue declarada Bien de Interés Cultural con la categoría de monumento, mediante un decreto publicado en el Boletín Oficial de Castilla y León el día 11 de ese mismo mes.